# Guillaume de Saint-Amour
Pour les articles homonymes, voir Saint-Amour.
Guillaume de Saint-Amour, né à Saint-Amour en 1202 et mort dans cette même ville le 13 septembre 1272, est un théologien français, représentant de la pensée scolastique du XIIIe siècle, surtout connu pour ses attaques contre les ordres mendiants.

## Biographie
Guillaume Dumont voit le jour en 1202 à Saint-Amour (aujourd'hui dans le Jura), avant de gagner le chapitre cathédral de Mâcon puis l'université de Paris où il devient maître en sacra pagina et exerce, vers 1250-1252, la fonction de régent de la faculté de théologie.
Il est l'auteur en 1255 d'un pamphlet contre les nouveaux ordres mendiants (franciscains puis dominicains) : Tractatus brevis de periculis novissimorum temporum (Bref traité sur les périls de la fin du monde).  Ce pamphlet doit beaucoup à l'injustice que ressent Guillaume de Saint-Amour face au succès de ces ordres qui captent de plus en plus les oblations, cens et droits et autre portion canonique constituant l'essentiel de ses revenus.
En 1257, le pape Alexandre IV le condamne et Louis IX l'expulse de France.
Il meurt le 13 septembre 1272.